# Gemmula alwyni
Gemmula alwyni là một loài ốc biển, là động vật thân mềm chân bụng sống ở biển trong họ Turridae.